# 地球は女で回ってる
『地球は女で回ってる』（ちきゅうはおんなでまわってる、Deconstructing Harry）はウディ・アレン監督・脚本・主演のアメリカ合衆国のコメディ映画。1997年制作。

## あらすじ
ニューヨークに住む作家のハリーは、これまで自分や周りの人々の私生活を元にした作品を書き、ベストセラーとなっていたが、最近ではネタもなくスランプ気味。更に、プライベートを書きまくったため、当然ながら3人の元妻や不倫相手から怒りをかっていた。

## キャスト
- ハリー・ブロック - ウディ・アレン： 小説家。
- フェイ - エリザベス・シュー： ハリーの元恋人。
- ジョーン - カースティ・アレイ： ハリーの2番目の妻。精神分析医。
- ジェーン - エイミー・アーヴィング： ハリーの3番目の妻。
- ルーシー - ジュディ・デイヴィス： ジェーンの妹。姉の夫ハリーと不倫。
- ヒリー - エリック・ロイド： ハリーとジョーンの息子。
- リチャード - ボブ・バラバン： ハリーの友人。
- ベス - マリエル・ヘミングウェイ： ヒリーの同級生の母親。
- ラリー - ビリー・クリスタル： ハリーの友人。フェイと結婚。

### ハリーの作品のキャラクター
- メル - ロビン・ウィリアムズ： ピンボケになってしまった男。
- ヘレン - デミ・ムーア： ハリーの姉ドリスと2番目の妻ジョーンをモデルにした女性。
- ハーヴィー - トビー・マグワイア： 最初の結婚時のハリーをモデルにした青年。
- ケン - リチャード・ベンジャミン： ルーシーと不倫中のハリーをモデルにした男。
- ポール - スタンリー・トゥッチ： ジョーンとの結婚時のハリーをモデルにした男。
- 悪魔 - ビリー・クリスタル： 主人公から恋人を奪った男。

## 主な使用楽曲
- 「トゥイステッド」（アニー・ロス）
- 「イパネマの娘」（スタン・ゲッツ）
- 「今宵の君は」（エロル・ガーナー）
- 「シング・シング・シング」（ベニー・グッドマン）
- 「Out of Nowhere」（ジャンゴ・ラインハルト）
- 「Dream a Little Dream of Me」（ステビンズ・ホール・バンド）